# کیلمورس
کیلمورس (به انگلیسی: Kilmaurs) یک روستا در بریتانیا است که در ایرشر شرقی واقع شده‌است. کیلمورس ۲٬۶۰۱ نفر جمعیت دارد.